# Wiped Out!
Wiped Out! es el segundo álbum de la banda estadounidense de rock alternativo The Neighbourhood. Fue lanzado el 30 de octubre de 2015 por el sello Columbia Records. A finales de 2020, la canción «Daddy Issues» se volvió viral en TikTok, junto con «Sweater Weather», que es una canción del álbum debut de la banda, I Love You.

## Recepción
El disco recibió críticas mixtas por parte de los críticos. En Exclaim!, Ryan B. Patrick escribió que, en este álbum, el grupo combinó muchos estilos para determinar cuál les podía funcionar y afirmó que el material está «trabajado y bien logrado. Se alcanzan distintos niveles de satisfacción mientras se lo escucha».
Natasha West, de DIY, dijo que "Wiped Out! transmite un mensaje de desamor, esperanza y sincera honestidad" y "habiendo mezclado con éxito el pop, el rock y el hip-hop, parece que finalmente han definido su sonido como banda". En una reseña publicada en la revista Mojo, decía, "El quinteto de Los Ángeles sigue sonando como chicos de 16 años... Sin embargo, musicalmente, su pop-R&B conmovedor es mucho más refinado". Para Matt Collar, de AllMusic, dijo que "no está de más que cortes como "Cry Baby", "Daddy Issues" y "Greetings from Califournia" contrarresten el ambiente algo downtempo de la banda con melodías pegadizas y ritmos ligeros orientados al baile. Como indica la ilustración de la portada en blanco y negro de una palmera en la playa, se trata de música surf para góticos callejeros y vagabundos de playa con malas actitudes".
Kenneth Partridge, de Billboard, escribió, "El más sutil y menos estilizado Wiped Out! mantiene la sensación de palmeras al atardecer, pero el sonido es más R&B brumoso que rock". David Turner, de Rolling Stone, escribió que "la calidez de "Sweater Weather" y del resto del álbum de debut de The Neighbourhood ha desaparecido en Wiped Out! y ha sido sustituida por un tipo de frialdad pesada". Uncut en su reseña que el álbum es "un vacío estilístico y conceptual".

## Lista de canciones
| N.º | Título                          | Duración |  |
| 1.  | «A Moment of Silence»           | 0:30     |  |
| 2.  | «Prey»                          | 4:42     |  |
| 3.  | «Cry Baby»                      | 3:56     |  |
| 4.  | «Wiped Out!»                    | 6:15     |  |
| 5.  | «The Beach»                     | 4:17     |  |
| 6.  | «Daddy Issues»                  | 4:20     |  |
| 7.  | «Baby Came Home 2 / Valentines» | 6:35     |  |
| 8.  | «Greetings from Califournia»    | 3:50     |  |
| 9.  | «Ferrari»                       | 3:03     |  |
| 10. | «Single»                        | 4:20     |  |
| 11. | «R.I.P. 2 My Youth»             | 3:27     |  |

## Listas
| Chart (2015)                            | Posición |
| --------------------------------------- | -------- |
| Estados Unidos (Top Alternative Albums) | 1        |
| Estados Unidos (Top Rock Albums)        | 2        |
| Canadá (Billboard Canadian Albums)      | 15       |

## Certificaciones
| País                  | Certificación | Ventas  |
| --------------------- | ------------- | ------- |
| Polonia (ZPAV)        | Oro           | 10,000  |
| Estados Unidos (RIAA) | Oro           | 500,000 |